# 옥봉린
옥봉린(玉峰璘, 192X년~?)은 조선민주주의인민공화국의 군인, 정치인이다. 최고인민회의 제9·10기 대의원과 조선인민군 중장, 상장을 차례로 지냈으며, 조선로동당 중앙위 후보위원, 김일성정치대학 총장을 역임했다.